# 李玄霸
李玄霸（599年—614年），字大德，唐高祖李渊第三子，获封为卫怀王。隋朝大业十年（614年）逝世，传因意外落马而亡，得年十六，沒有儿女。
《新唐书·列传第四·高祖诸子》卫怀王玄霸字大德。幼辩惠。隋大业十年薨，年十六，无子。武德元年，追王及谥，又赠秦州总管、司空。
后来以其二哥秦王李世民第四子李泰做其后嗣。李世民继位为唐太宗后，李泰作为皇子回归本宗，改封为越王，唐太宗改以西平王李琼之子李保定过继为李玄霸的后嗣，李保定死而无子，玄霸这一支的封国也就正式被削除了。

## 文学作品中的「李元霸」

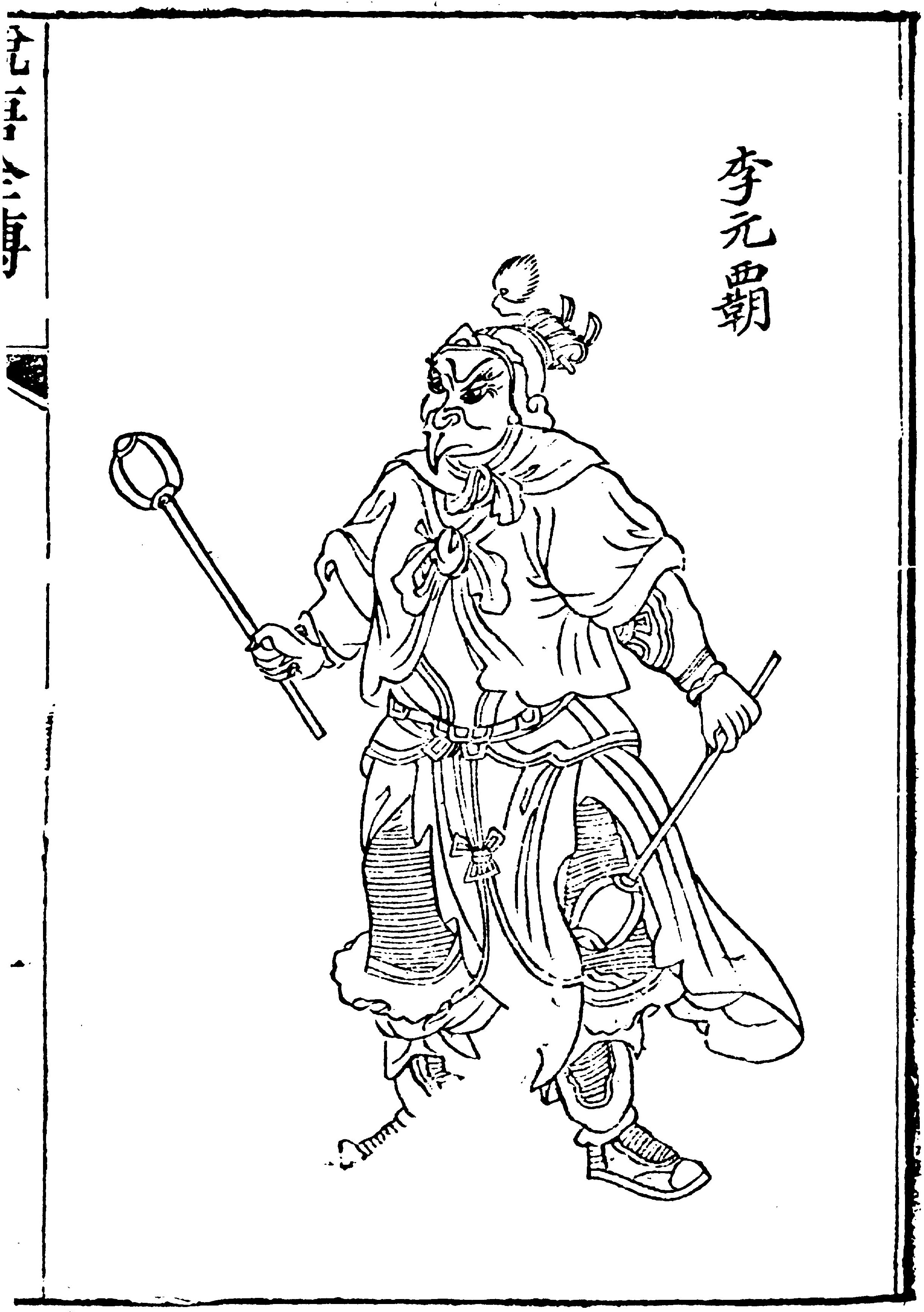
《說唐》，李元霸

在《说唐》，「李元霸」力大無窮，所向無敵。在杀了宇文成都後，拿雙锤子金鐺砸天，被落到自己的头上的锤子砸死，也有記載到其因李元霸與宇文成都都是天神轉世，所以才有其報應。亦有版本謂李元霸在瓦岗回师途中，正遇雷雨，双手举锤骂天，被雷劈死。或说被宇文成都的師父魚俱羅所杀。
在《兴唐传》，李元霸是八大锤中的金锤将，武器是擂鼓瓮金锤。

## 漫画
《天子傳奇4大唐威龙》: 設定為大鵬金翅鳥轉世，因自幼天生神力要戴上玄鐵護腕，該護腕為朝陽天師所碎危急之際神力得以施展，在秦皇陵之役中手執刺秦兩大神兵天錐和神矛力戰手執太淵刀之楊廣，後來戰死，死後精血貫穿血穹蒼再流入穴中龍脈使李家廿代為皇。

## 动画
《隋唐英雄传》(2003年)

## 延伸阅读
[在维基数据编辑]
 《舊唐書·卷64》，出自刘昫《舊唐書》
 《新唐書·卷079》，出自《新唐書》